# Monetary targeting
Monetary targeting, eller uppställande av penningmängdsmål, är styrning av inflation med hjälp av tillväxten i penningmängden som ett intermediärt mål. Strategin grundar sig på att inflationen enligt kvantitetsteorin kan uttryckas som penningmängdstillväxten plus tillväxten i omloppshastighet minus tillväxten i real BNP. Eftersom de två sistnämnda storheterna kan uppskattas genom prognoser kan penningmängden anpassas så att ett visst inflationsmål kan uppnås. Europeiska centralbanken använder sig av denna metod, vilket är ett arv från den tyska centralbanken Deutsche Bundesbank.
Fördelen med att låta en centralbank verka för ett intermediärt mål för penningmängdstillväxten istället för att direkt försöka kontrollera inflationen är att centralbanken verkligen kontrollerar penningmängden och därför kan hållas ansvarig för sin politik, medan avvikelser från ett inflationsmål beror på externa faktorer.